# Droga wojewódzka nr 552
Droga wojewódzka nr 552 (DW552) – droga wojewódzka łącząca DW553 w miejscowości Różankowo, z miejscowością Lubicz. Na odcinku od Łysomic do Lubicza jest drogą tranzytową w kierunku autostrady A1 i drogi ekspresowej S10. Droga w całości biegnie na terenie powiatu toruńskiego i ma długość 18 km.

## Dopuszczalny nacisk na oś
Od 13 marca 2021 roku na całej długości drogi dozwolony jest ruch pojazdów o nacisku pojedynczej osi napędowej do 11,5 tony z wyjątkiem określonych miejsc oznaczonych znakiem zakazu B-19.

### Do 13 marca 2021 r.
Wcześniej roga wojewódzka nr 552 była objęta ograniczeniami dopuszczalnego nacisku pojedynczej osi:
| Znak  | Dopuszczalny nacisk | Odcinek              |
| ----- | ------------------- | -------------------- |
| DW552 | do 10 ton           | Łysomice – Lubicz    |
| DW552 | do 8 ton            | Różankowo – Łysomice |

## Miejscowości leżące przy trasie DW552
- Różankowo (DW553)
- Piwnice
- Lulkowo
- Łysomice (DK91, tranzyt kierunek A1 i S10)
- Papowo Toruńskie
- Grębocin (DK15)
- Lubicz Dolny (A1, S10/DK10)

## Galeria

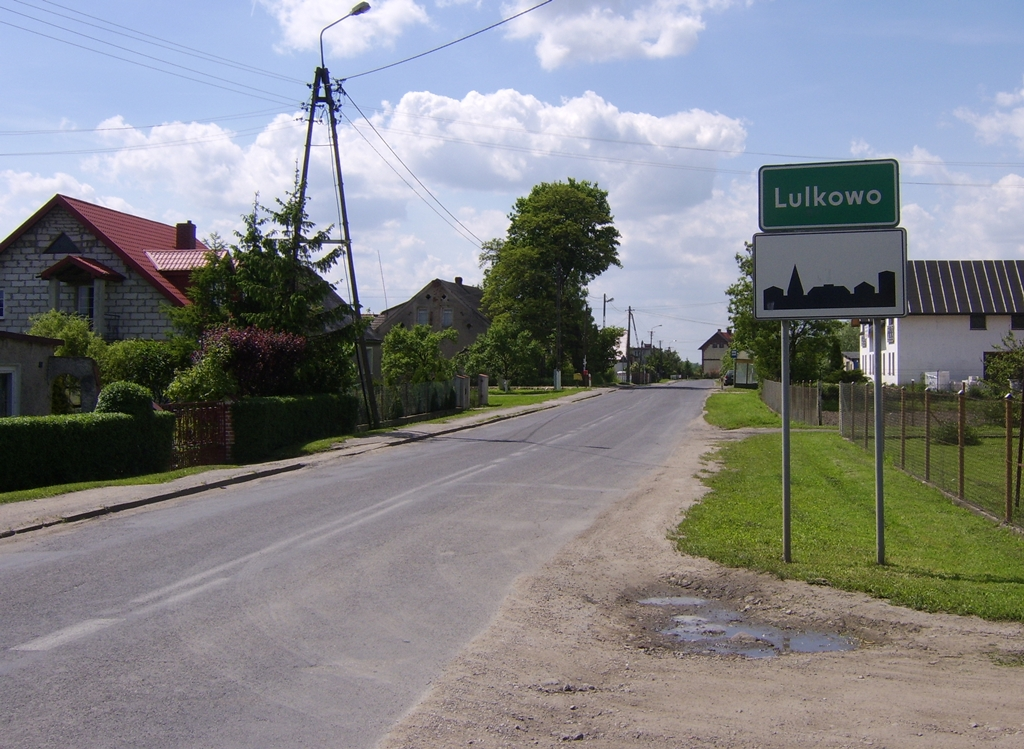
W Lulkowie
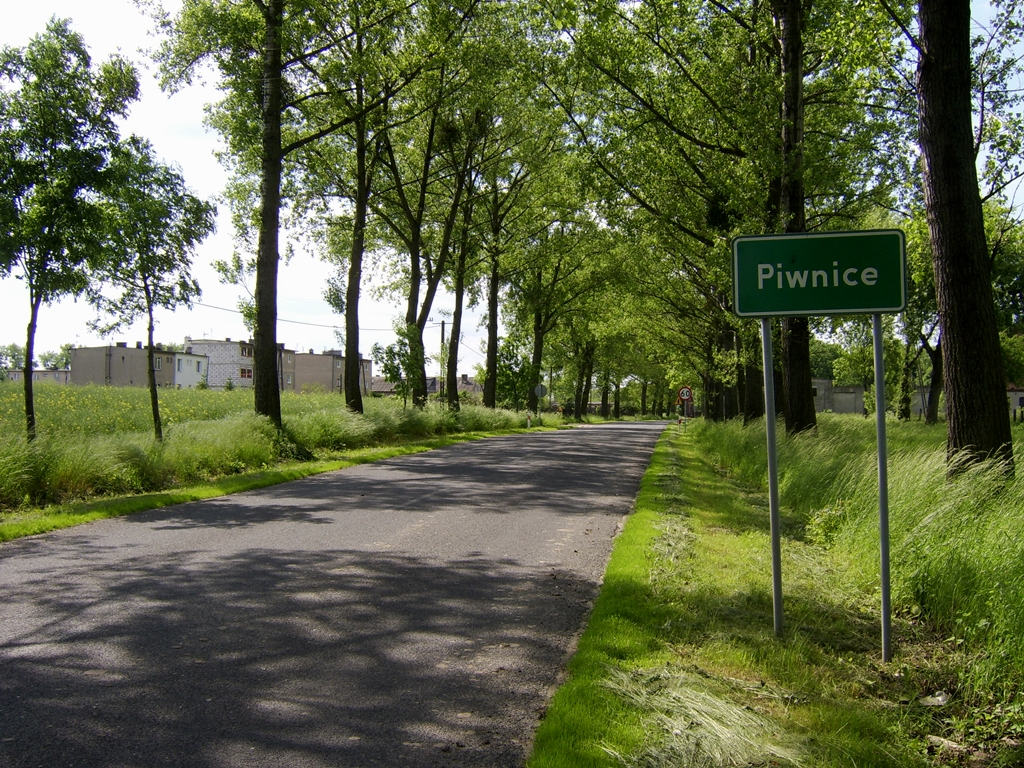
W Piwnicach